# Þormóður Jónsson
Þormóður Árni Jónsson, (* 2. března 1983 Reykjavík, Island) je islandský olympionik, zápasník–judista. Judu se věnuje od 6 let v rodném Reykjavíku. Patří k pravidelným účastníkům olympijských her, na které je pozýván tripartitní komisí nebo na něho zbyde evropská kontinentální kvóta. Na olympijských hrách v Riu v roce 2016 byl islandským vlajkonošem.